# Louis Liechtenberger
Louis Liechtenberger est un homme politique français né le 16 août 1789 à Ribeauvillé (Haut-Rhin) et décédé le 20 décembre 1879 à Lille (Nord).
Avocat à Strasbourg, il plaide dans des procès politiques. Commissaire du gouvernement dans le Bas-Rhin en 1848, il est député de 1848 à 1849, siégeant comme républicain modéré. Il s'installe à Lille en 1871, après l'annexion de l'Alsace-Lorraine.

## Sources
- « Louis Liechtenberger », dans Adolphe Robert et Gaston Cougny, Dictionnaire des parlementaires français, Edgar Bourloton, 1889-1891 [détail de l’édition]